# Giulio Iacchetti

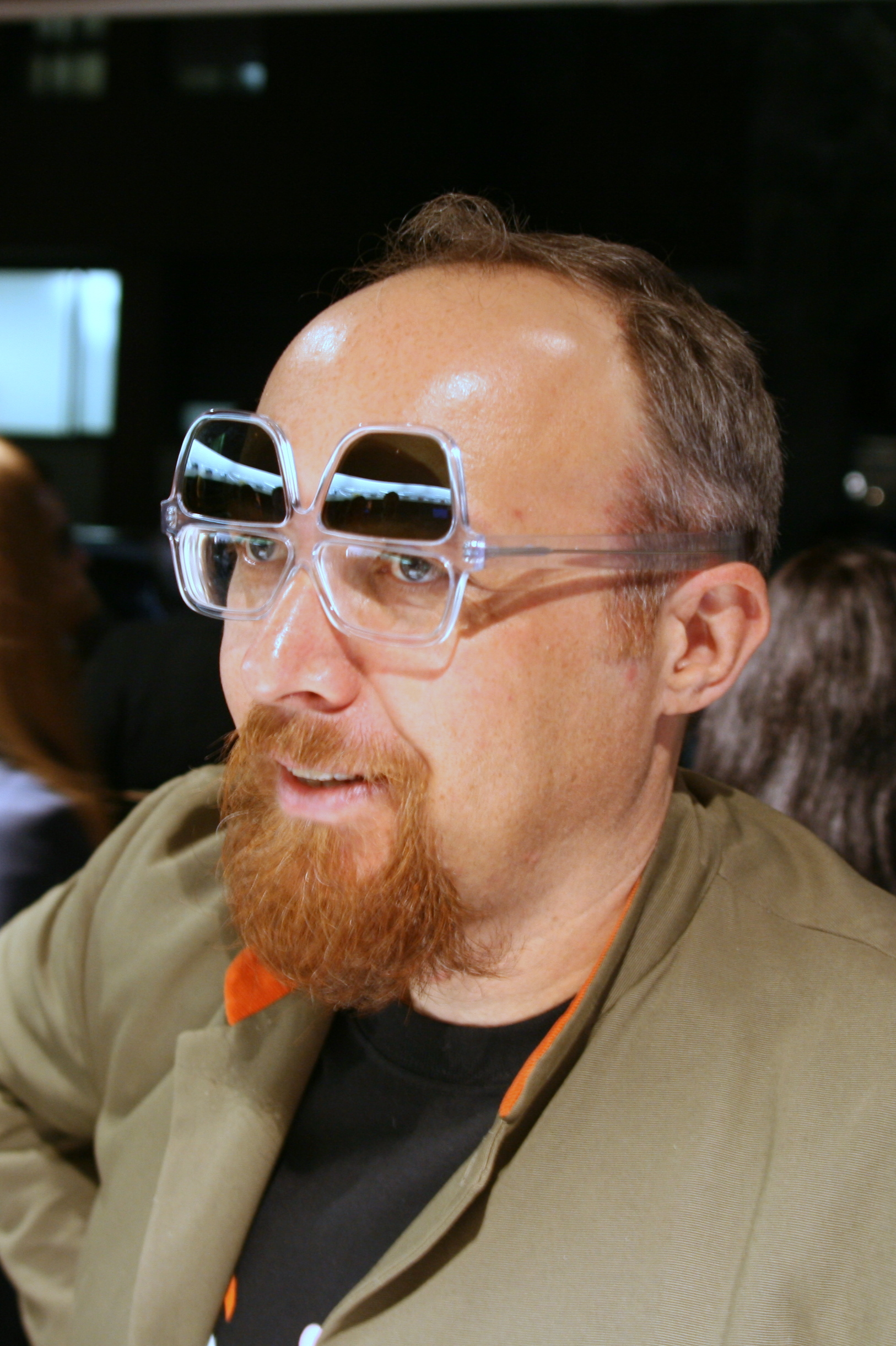
Giulio Iacchetti (2008)

Giulio Iacchetti (* 20. Oktober 1966 in Castelleone, Provinz Cremona, Italien) ist ein italienischer Designer.

## Leben
Iacchetti ist seit 1992 Produktdesigner, der in den letzten mehr als dreißig Jahren Entwürfe für eine große Zahl von Firmen zum Teil zusammen mit Matteo Ragni verwirklicht hat.
Zu den Firmen zählen unter anderen:
- 2000: Mit Matteo Ragni: biologisch abbaubares Besteck Moscardino für Pandora Design.
- 2003: Besteck Duetto für Sambonet.
- 2007: Stehlampe Buonanotte für Coop (Italien).
- 2011: Brieföffner Uselen für Alessi (Design).
- 2014: Kollektion von Weingläsern Noè ebenfalls für Alessi.
- 2014: Mit Matteo Ragni: Gullydeckel Sfera der Stahlfirma Montini in Roncadelle, Provinz Brescia, Italien.
- 2015: Besteck Elba für Sambonet.
- 2015: Razione/K. Il pasto del soldato in azione, Rationen von Soldaten für den Kampfeinsatz aus verschiedenen Armeen. Projekt für das Thema der Weltausstellung Mailand 2015 Feeding the Planet.
- 2016: Schrank Cartalegno von Alf De Frè.

## Preise und Auszeichnungen
- 2001: Mit Matteo Ragni: Compasso d’Oro für Moscardino.
- 2009: Premio dei Premi per l’innovazione für die Stehlampe Buonanotte.
- 2014: Mit Matteo Ragni: Compasso d’Oro für Sfera.

## Ausstellungen
- 2009: Giulio Iacchetti - Oggetti disobedienti in der Triennale di Milano, Mailand.
- 2011: Cruciali im Diözesanmuseum Mailand, anschließend in der Basilika Santo Stefano Rotondo in Rom und im Castello di Lombardia in Enna, Sizilien.